# Collegio uninominale Lombardia 3 - 03 (2017)
Il collegio elettorale uninominale Lombardia 3 - 03 è stato un collegio elettorale uninominale della Repubblica Italiana per l'elezione della Camera tra il 2017 ed il 2022.

## Territorio
Come previsto dalla legge elettorale italiana del 2017, il collegio era stato definito tramite decreto legislativo all'interno della circoscrizione Lombardia 3.
Era formato dal territorio di 33 comuni: Acquafredda, Bedizzole, Botticino, Calcinato, Calvagese della Riviera, Calvisano, Carpenedolo, Desenzano del Garda, Gavardo, Ghedi, Gottolengo, Isorella, Lonato del Garda, Manerba del Garda, Mazzano, Moniga del Garda, Montichiari, Muscoline, Nuvolento, Nuvolera, Padenghe sul Garda, Paitone, Polpenazze del Garda, Pozzolengo, Prevalle, Puegnago sul Garda, Rezzato, Salò, San Felice del Benaco, Serle, Sirmione, Soiano del Lago e Visano.
Il collegio era quindi interamente compreso nella provincia di Brescia.
Il collegio era parte del collegio plurinominale Lombardia 3 - 01.

## Eletti
| Elezione | Elezione | Deputato            | Gruppo parlamentare                  |
| -------- | -------- | ------------------- | ------------------------------------ |
|          | 2018     | Mariastella Gelmini | Forza Italia - Berlusconi Presidente |
|          | 2022     | Mariastella Gelmini | Azione                               |

## Dati elettorali

### XVIII legislatura
Come previsto dalla legge elettorale, 232 deputati erano eletti con sistema a maggioranza relativa in altrettanti collegi uninominali a turno unico.
| Candidati              | Candidati                     | Voti    | %     | Liste                    | Voti    | %     |
| ---------------------- | ----------------------------- | ------- | ----- | ------------------------ | ------- | ----- |
|                        | Mariastella Gelmini ✔️ Eletto | 77 534  | 51,65 | Lega                     | 49 308  | 32,85 |
| Forza Italia           | Mariastella Gelmini ✔️ Eletto | 77 534  | 51,65 | 19 372                   | 12,91   |       |
| Fratelli d'Italia      | Mariastella Gelmini ✔️ Eletto | 77 534  | 51,65 | 7 315                    | 4,87    |       |
| Noi con l'Italia - UDC | Mariastella Gelmini ✔️ Eletto | 77 534  | 51,65 | 1 539                    | 1,03    |       |
|                        | Luca Castigliego              | 31 958  | 21,29 | Movimento 5 Stelle       | 31 958  | 21,29 |
|                        | Maria Chiara Soldini          | 30 743  | 20,48 | Partito Democratico      | 26 538  | 17,68 |
| +Europa                | Maria Chiara Soldini          | 30 743  | 20,48 | 3 205                    | 2,14    |       |
| Civica Popolare        | Maria Chiara Soldini          | 30 743  | 20,48 | 532                      | 0,35    |       |
| Italia Europa Insieme  | Maria Chiara Soldini          | 30 743  | 20,48 | 468                      | 0,31    |       |
|                        | Simone Zuin                   | 3 520   | 2,34  | Liberi e Uguali          | 3 520   | 2,34  |
|                        | Chiara Violini                | 1 993   | 1,33  | CasaPound                | 1 993   | 1,33  |
|                        | Sara Prandini                 | 1 526   | 1,02  | Il Popolo della Famiglia | 1 526   | 1,02  |
|                        | Annalisa Baldrati             | 988     | 0,66  | Potere al Popolo!        | 988     | 0,66  |
|                        | Martina Strano                | 945     | 0,63  | Italia agli Italiani     | 945     | 0,63  |
|                        | Raffaella Toninelli           | 404     | 0,27  | Grande Nord              | 404     | 0,27  |
|                        | Miryam Frison                 | 287     | 0,19  | 10 Volte Meglio          | 287     | 0,19  |
|                        | Mauro Tiboni                  | 108     | 0,07  | Italia nel Cuore         | 108     | 0,07  |
|                        | Suzanne Pirovano              | 104     | 0,07  | PRI - ALA                | 104     | 0,07  |
| Totale                 | Totale                        | 150 110 | 100   |                          | 150 110 | 100   |
|                        |                               |         |       |                          |         |       |
| Voti non validi        | Voti non validi               | 4 378   | 2,83  |                          |         |       |
| Votanti                | Votanti                       | 154 488 | 78,31 |                          |         |       |
| Elettori               | Elettori                      | 197 281 |       |                          |         |       |